# Stazione di Wakaba
La stazione di Wakaba (若葉駅?, Wakaba-eki) è una stazione ferroviaria situata nella città di Sakado della prefettura di Saitama, in Giappone, ed è servita dalla linea Tōbu Tōjō delle Ferrovie Tōbu.

## Linee
Ferrovie Tōbu
● Linea Tōbu Tōjō

## Struttura
La stazione è dotata di un marciapiede a isola con due binari passanti in superficie. Il mezzanino si trova sopra il piano del ferro, ed è collegato al marciapiede da scale fisse, mobili e ascensori.
| 1 | ● Linea Tōbu Tōjō | per Sakado, Shinrinkōen e Ogawamachi |
| 2 | ● Linea Tōbu Tōjō | per Kawagoe, Wakōshi, e Ikebukuro via Linea Yurakucho per Shin-Kiba via Linea Fukutoshin per Shibuya, via linea Tōkyū Tōyoko per Yokohama e, via linea Minatomirai per Motomachi-Chūkagai |

## Stazioni adiacenti
| «               | Servizio        | »               |
| Linea Tōbu Tōjō | Linea Tōbu Tōjō | Linea Tōbu Tōjō |
| --------------- | --------------- | --------------- |
| Tsurugashima    | Locale          | Sakado          |
| Tsurugashima    | Semiespresso    | Sakado          |
| Tsurugashima    | Rap. pendolari  | Sakado          |
| Tsurugashima    | Espresso        | Sakado          |
| Kawagoeshi      | Rapido          | Sakado          |
| Transito        | Rap. espresso   | Transito        |
| Transito        | TJ Liner        | Transito        |